# Trstín
Trstín (in ungherese Pozsonynádas, in tedesco Nadasch) è un comune della Slovacchia facente parte del distretto di Trnava, nella regione omonima.